# Tancred van Hauteville
Tancred van Hauteville (Latijn: Tancredus de Altavilla; Italiaans: Tancredi d'Altavilla, eind 10e eeuw - ca. 1041) was een Normandische heer uit de 11e eeuw, die de geschiedenis inging als vader van de gebroeders Hauteville die meridionaal Italië op de Byzantijnen (1040-1071), Sicilië (1061-1091) en Malta (1090) op de Moslims veroverden, daarbij de oude Lombardische adel vervangend die afkomstig was uit de vorstendommen Benevento, Salerno en Capua.

## Biografie
Als bescheiden Normandische heer in de regio Coutances in het westen van het hertogdom Normandië, bezat Tancred een leen met tien ridders onder zich, met als zetel van zijn macht Hauteville-la-Guichard (la Guiscart). Tancred van Hauteville was een goed krijger, begiftigd met een buitengewone macht, die in het bijzonder bekend stond om het feit dat hij met één enkele, diepe slag van zijn zwaard een groot everzwijn doodde dat op Richard II van Normandië kwam afgestormd, tijdens een jachtpartij niet ver van zijn landerijen, in Cotentin. Als beloning gaf de hertog hem een van zijn talrijke dochters (en misschien ook de zus van deze laatste) en het bevel over de hertogelijke garde.
Amatus van Montecassino (die in Italië omstreeks 1070 schreef) wist het volgende over hem te vermelden: " …Tancred, heer van Hauteville in het land van Contentin in Normandië, leefde ten tijde van hertog Richard II (grootvader van Willem de Veroveraar) die hem zeer hoog achtte omwille van zijn verdienste aan het hof en onder de wapens waarin hij hem diende met tien ridders die zijn vazallen waren. Hij behoorde tot de orde van hen die men baronnen noemt, zij die het recht een banier te dragen en een strijdkreet te hebben … ".
Bij zijn twee opeenvolgende vrouwen, Murielle en Fredesende, had Tancred een vijftiental kinderen waarvan minstens twaalf zonen. Omdat hij niet in staat was om aan al zijn kinderen voldoende apanages toe te kennen, vertrokken bijna al zijn zonen, uitgezonderd degene die het leen van Hauteville (Serlon ?) zou erven, vanaf de jaren 1030 om zich te onderscheiden naar het Middellandse Zeegebied, op zoek naar roem, fortuin en land: deze ambitieuze krijgers hadden zich in het bijzonder meester gemaakt van de kunst van de charge van de cavalerie (een aspect van oorlogsvoering dat tot dan toe ongezien was in Zuid-Italië), en zouden aldus de basis leggen voor het latere koninkrijk Sicilië (1130–1816).

## Familie

### Voorgeslacht
Men weet maar weinig over de eerste Hauteville. Van in de middeleeuwen tot in de 19e eeuw heeft men aan Tancred verscheidene illustere afkomsten toegeschreven:
- Volgens de Normandische kroniekschrijver Gaufridus Malaterra behoorde Tancred van Hauteville tot een voorname familie.[1]
- De Italiaanse historicus Bartholomeus van Lucca maakte van Tancred een afstammeling van de viking Rollo, eerste hertog van Normandië.[3]
- Volgens de Siciliaanse erudiet Rocco Pirri was hij een zoon van hertog Richard II van Normandië of van diens halfbroer Willem van Brionne (-1058), graaf van Hiémois.[4]
- De Deense theoloog Erik Pontoppidan maakte van Tancrede van Hauteville een zoon van hertog Richard III van Normandië.[5]
- Volgens de Duitse historicus Johann Christoph Gatterer was Tancred een afstammeling van een nauwe verwant van Rollo.[6]
- De Franse historicus Jean-Baptiste Mailly (1744-1794) zegt over hem dat enkele hem doen afstammen van Rollo.[7]

Volgens de Franse historicus Odon Delarc zijn deze afkomsten zonder grond, die elkaar bovendien onderling tegenspreken, volledig ontsproten aan de fantasie van de auteurs.

### Nageslacht
Bij zijn eerste vrouw, Murielle (Moriella), had hij minstens vijf zonen:
- Willem (Willelmus), bijgenaamd met de IJzeren Arm
- Drogo (Drogo)
- Humfried (Humfredus)
- Godefried (Gaufredus)
- Serlo (Serlo)

Hij had tevens een dochter, Beatrix, die was getrouwd met een zoon van graaf Robert I van Eu.
Bij zijn tweede echtgenote, Fredesende (Fres(s)endis, Fredes(s)endis), had hij minstens 7 zonen:
- Robert (Robertus), ook wel Robert Guiscard genoemd;
- Mauger (Malgerius)
- Willem (Willelmus)
- Alfred (Alveredus)
- Hubert (Hubertus : gesignaleerd in Italië waar hij graaf van San Nicandro[11] was geworden en was overleden in 1071[12])
- Tancred (Tancredus)
- Rogier (Rogerius), de toekomstige graaf Rogier I van Sicilië.

Hij had uit dit huwelijk ook minstens een dochter, Fredesende, die was getrouwde met een machtige Normandische vorst in Italië, Richard Drengot, graaf van Aversa (1049) en prins van Capua (1058).
Het Chronicon Amalphitani vermeldt een andere zoon van Tancred, Frumentinus, die dan zijn elfde zoon zou zijn geweest. Romuald van Salerno vermeldt hem eveneens, mogelijk zich daarbij baserend op het Chronicon Amalphitani.

## Referentie
- Dit artikel of een eerdere versie ervan is een (gedeeltelijke) vertaling van het artikel Tancrède_de_Hauteville_(seigneur_du_Cotentin) op de Franstalige Wikipedia, dat onder de licentie Creative Commons Naamsvermelding/Gelijk delen valt. Zie de bewerkingsgeschiedenis aldaar.